# Sidi Fatima Mohammad
Sidi Fatima Mohammad  (* 25. März 1986) ist eine malaysische Leichtathletin, die sich auf den Sprint spezialisiert hat.

## Sportliche Laufbahn
Erste internationale Erfahrungen sammelte Sidi Fatima Mohammad im Jahr 2001, als sie bei den Jugendweltmeisterschaften in Debrecen im 100-Meter-Lauf mit 12,77 s in der ersten Runde ausschied. 2004 gewann sie bei den Juniorenasienmeisterschaften in Ipoh in 12,12 s die Bronzemedaille über 100 Meter und belegte im 200-Meter-Lauf in 25,03 s den fünften Platz. 2007 nahm sie erstmals an den Südostasienspielen in Nakhon Ratchasima teil und erreichte dort über 100 Meter in 11,96 s Rang fünf und gewann mit der Staffel in 46,38 s die Bronzemedaille hinter den Teams aus Thailand und Vietnam. 2011 nahm sie an der Sommer-Universiade in Shenzhen teil, wurde aber anschließend wegen eines Dopingverstoßes disqualifiziert und daraufhin für vier Jahre gesperrt.
Nach Ablauf der Sperre nahm sie 2015 erneut an den Südostasienspielen in Singapur teil und gewann dort mit der Staffel in 45,41 s erneut die Bronzemedaille hinter Thailand und Vietnam. 2017 belegte sie bei den Asienmeisterschaften in Bhubaneswar in 11,87 s den sechsten Platz über 100 Meter und anschließend wurde sie bei den Südostasienspielen in Kuala Lumpur in 11,85 s Fünfte im Einzelbewerb, wie mit 45,39 s auch in der Staffel. Zwei Jahre später schied sie bei den Südostasienspielen in Capas mit 12,12 s in der ersten Runde aus und belegte mit der Staffel in 45,25 s Rang vier und 2022 gelangte sie bei den Südostasienspielen in Hanoi mit 25,29 s auf Rang sieben über 200 Meter.
2004 und 2019 wurde Mohammad malaysische Meisterin im 100-Meter-Lauf sowie 2018 in der 4-mal-100-Meter-Staffel.

## Persönliche Bestleistungen
- 100 Meter: 11,77 s, 15. Dezember 2008 in Kuala Lumpur
  - 60 Meter (Halle): 7,56 s, 3. März 2019 in Teheran (malaysischer Rekord)
- 200 Meter: 24,57 s (−1,3 m/s), 2. Oktober 2016 in Kuala Lumpur